# Livre des Psaumes
Cette page contient des caractères spéciaux ou non latins. S’ils s’affichent mal (▯, ?, etc.), consultez la page d’aide Unicode.

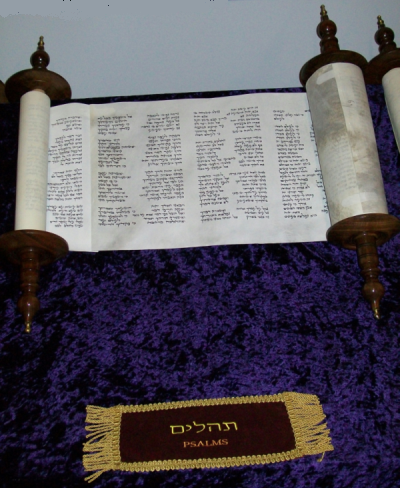
Un manuscrit des Psaumes

Le livre des Psaumes (ספר תהילים Sefer Tehillim en hébreu, Livre des Louanges ; الزبور le Zabur en arabe), aussi appelé Psautier, est un livre de la Bible. Il est le premier de la section des Ketouvim, selon le canon de la Bible hébraïque. Dans l’Ancien Testament des chrétiens, sa place a été variable. Elle s’est fixée au XIIIe siècle entre le Livre de Job et celui des Proverbes.
Le mot « psaume » vient du grec ψαλμός / psalmós, « psaume » de ψάλλω / psállô, « pincer les cordes d'un instrument, chanter sur la musique d'une harpe », traduisant l'hébreu mizmôr servant de titre à nombre des louanges.

## Structure
Dans la tradition juive, le Psautier est divisé, par analogie au Pentateuque, en cinq livres, chacun se concluant par une doxologie ou bénédiction :
1. le premier livre comprend 41 Psaumes, à l’exception des Psaumes 1. Les critiques s’accordent à penser que si l’autorité davidique ne peut être formellement établie, cette section est probablement la plus ancienne des Psaumes.
2. Le second livre comprend 31 Psaumes (42-72). 18 sont attribués à David, et un à Salomon (Psaume 72), bien que « Le’Shlomo » pourrait signifier « destiné à Salomon ». Le reste est anonyme.
3. Le troisième livre comporte 17 Psaumes (73-89). Le Psaume 86 est attribué à David, le Psaume 88 à Heman l’Ezrahite, et le Psaume 89 à Ethan l’Ezrahite.
4. Le quatrième livre comporte également 17 Psaumes (90-106), le Psaume 90 étant attribué à Moïse, les Psaumes 101 et 103 à David.
5. Le cinquième livre comporte les 44 Psaumes restants. 15 parmi ceux-ci sont attribués à David, un (Psaume 127) à Salomon (cf. second livre).

Le Psaume 136 est généralement appelé « le grand Hallel ». Cependant, le Talmud inclut sous cette dénomination les Psaumes 120 à 135. Les Psaumes 113 à 118, inclus, constituent le Hallel, récité lors des trois grands festivals (la Pâque, la Pentecôte juive et la Fête des Tabernacles), à la néoménie, et lors des huit jours de Hanoukka. Les manuscrits de Qumrân portent une version légèrement différente du Psaume 136.
Les Psaumes 120-134 sont les Cantiques des degrés, qu’auraient entonnés les pèlerins en approchant des marches (« degrés ») du Temple.
Le Psaume 119 est le plus long Psaume. Il est composé de 176 versets, par groupe de huit, chacun commençant avec l’une des 22 lettres hébraïques. D’autres Psaumes sont aussi construits « al pi aleph-bet » (en acrostiche sur l’alphabet).
Le Psaume 117, avec ses deux versets, est le psaume le plus court.

## Forme des psaumes
L'étude textuelle a montré que des groupes de psaumes pouvaient être classifiés ensemble du fait de similitudes.
Les principales formes sont :
1. Les Hymnes
2. Les Complaintes individuelles
3. Les Complaintes collectives
4. Les Chants de Foi (« En Toi j’ai foi »)
5. Les Chants de Louange (remerciement) individuels
6. Les Psaumes Royaux
7. Les Psaumes Sapientiaux

## Composition
La tradition juive et chrétienne attribue la composition de nombreux psaumes au roi David, mais aussi à Asaph (en), Coré ou d'autres. Ces attributions sont relativement tardives, et les exégètes estiment aujourd'hui que le livre est en fait une composition collective et anonyme.
Selon toute vraisemblance, les « prières de David » (51-72) sont les plus anciens psaumes, et sont composées probablement durant l'exil à Babylone, au VIe siècle av. J.-C. À cette collection s'ajoutent ensuite les psaumes attribués à Asaph (50 ; 73-83), puis ceux attribués à Coré (42-49). Ce recueil (42-83) subit alors une certaine harmonisation rédactionnelle, probablement sous l'influence perse, le nom divin YHWH étant remplacé par Elohim. Les exégètes parlent alors du « Psautier élohiste ».
La collection est alors enrichie d'autres psaumes attribués à David (3-41 ; 86) et à Coré (84-85 ; 87-88). Puis, on y ajoute sous Zorobabel une introduction (2) et une conclusion (89), créant ainsi le « Psautier messianique ».
Les « Psaumes de Règne » (90-99) dont certains sont attribués à Moïse, ainsi que des psaumes annexes (100-118), sont ajoutés ensuite. Puis un nouveau cadre est apposé autour (1 et 119) pour constituer le « Psautier sapiential ».
Le processus de formation se conclut par l'ajout des « Psaumes de pèlerinage » (120-134), d'annexes aux « Psaumes de David » et d'un grand final (145-150).

## Découpage et numérotation
Le Livre des Psaumes est selon la tradition canonique divisé en cent-cinquante psaumes depuis le début de l’ère chrétienne, chez les Juifs comme chez les Chrétiens, bien que leur nombre et leur découpage fasse l’objet de nombreuses variations dans la tradition hébraïque primitive et dans la Septante. Les manuscrits du Psautier hébreu ne numérotent pas les psaumes avant 1494 (première édition imprimée). Ils se contentent de les distinguer par un alinéa. La Septante en revanche leur a assigné un numéro d’ordre dès sa rédaction.
Les manuscrits de la mer Morte comportent cent-cinquante-cinq psaumes, les cinq psaumes supplémentaires étant considérés comme « non-canoniques ». L’ordre de présentation des Psaumes y diffère grandement de toutes les autres versions.
Jusqu’à la fin du XVe siècle environ, les psaumes du Psautier hébreu étaient cités par les numéros de ceux de la Septante, également identiques à ceux des versions latines en usage. Cette numérotation est donc bien antérieure à la capitation de la Bible révisée au XIIIe siècle.
Depuis la fin du XVe siècle seulement, le découpage des psaumes varie légèrement entre les versions de la bible hébraïque (le texte massorétique) et des bibles grecque (la Septante) et latine (la Vulgate), :
| Numérotation comparée | Numérotation comparée |
| Texte massorétique    | Septante et Vulgate   |
| --------------------- | --------------------- |
| 1-8                   | 1-8                   |
| 9-10                  | 9                     |
| 11-113                | 10-112                |
| 114-115               | 113                   |
| 116, 1-9              | 114                   |
| 116, 10-19            | 115                   |
| 117-146               | 116-145               |
| 147, 1-11             | 146                   |
| 147, 12-20            | 147                   |
| 148-150               | 148-150               |

- Les Psaumes 9 et 10 de la version massorétique ont été réunis en un seul Psaume 9 dans la version grecque
- Les Psaumes 114 et 115 deviennent le Psaume 113 dans la Septante
- Les Psaumes 114 et 115 de la Septante apparaissent comme le Psaume 116 dans la Bible massorétique
- Les Psaumes 146 et 147 de la version grecque équivalent au Psaume 147 de la version massorétique

Les traditions chrétiennes varient :
- Les traductions protestantes se basent sur la numération hébraïque (massorétique) ;
- Les traductions orthodoxes se basent sur la numération grecque (Septante) ;
- Le texte liturgique de l’Église catholique romaine suit également la Septante, bien que les traductions catholiques modernes se basent souvent sur la numération hébraïque, indiquant parfois entre parenthèses la correspondance grecque.

La plupart des manuscrits de la Septante comprennent aussi un Psaume 151, également présent dans quelques manuscrits du Psautier romain et de la version alcuinienne du Psautier gallican, mais omis par la plupart des psautiers à partir du XIIIe siècle ; certains manuscrits syriaques comportent les psaumes 151 à 155. Une version hébraïque proche de celle des psaumes 151 à 153 a été retrouvée dans les manuscrits de la mer Morte.
Pour le reste de cet article, la numération hébraïque moderne des Psaumes est utilisée sauf précision du contraire.

## Usage des Psaumes dans le rituel juif
Il n'est fait nulle mention dans le rituel instauré par la Torah de Moïse d’une place du chant dans le culte de Dieu. Les premières références à ce propos apparaissent à l’époque de David, ce qui concorde avec le fait que la paternité des Psaumes lui soit attribuée.
Certains intitulés des Psaumes suggèrent leur usage cultuel :
- 13 Psaumes sont des shirim (Gr. ode, chant). Shir signifie que le flot de paroles est continu ou rythmé de façon régulière. Il peut se rapporter à des chants laïcs comme religieux.
- 58 Psaumes sont des mizmor (Gr. psalmos, psaume). Il s’agit d’une ode lyrique, ou d’un chant mis en musique ; un chant sacré accompagné par un instrument ou un orchestre.
- Le Psaume 145 et d’autres sont appelés tehillah (Gr. hymnos, un hymne). Il s’agit d’un chant de louange, un chant dont la pensée principale est de louer Dieu.
- Six Psaumes (16, 56-60) ont pour titre mikhtam.
  - Explication de Rachi sur ce terme (commentaire du Psaume 16:1)[10] :

« LeDavid mikhtam : Nos Maîtres ont enseigné (Sotah 10b, Midrash Tehillim 16:1) : de David, qui était pauvre (מך) et parfait (ותם), dont la blessure (מכתו) était parfaite (תמה), car il naquit circoncis. Cependant, la séquence du verset ne se prête pas à être interprétée selon le Midrash. Des psaumes sont préfacés לדוד מכתם, qui peuvent s’interpréter : Ce chant est de David, qui fut pauvre et parfait, mais ici, où il est écrit מכתם לדוד, cela ne peut s’interpréter de la sorte. J’affirme donc qu’il s’agit de l’un des noms des divers types de mélodies et de variations dans la musique.
Autre explication : מכתם est une expression de couronnement, comme כתם, ce qui signifie que David était accoutumé à dire « Ô Dieu, garde moi car en Toi j’ai pris refuge » et que ceci était pour lui une couronne, ainsi qu’il est dit (5:13) : « Tu le couronneras avec la volonté. »

- le Psaume 7 et Habacuc 3 portent le titre de shigayon. Il s’agit d’un chant en état de « folie », de transe ou d’extase.

Les Psaumes tiennent une place importante dans le culte juif. Plusieurs servent d’introduction à un moment de la prière :
- le Psaume 145 (désigné par « Ashrei », qui est en réalité le premier mot des deux derniers versets du Psaume 144) est lu avant ou pendant l’office, trois fois par jour ;
- les Psaumes 95-99, 29, 92, et 93 font partie de l’introduction à l’office du vendredi soir (Kabbalat Shabbat).
- Traditionnellement, selon un rituel décrit dans le traité mishnaïque Tamid, un « Psaume du jour » est lu après l’office du matin (Shaharit) chaque jour de la semaine :
  - dimanche : Ps. 24
  - lundi : Ps. 48
  - mardi : Ps. 82
  - mercredi : Ps. 94
  - jeudi : Ps. 81
  - vendredi : Ps. 93
  - samedi (Shabbat) : Ps. 92

Les Psaumes font également partie intégrante du rituel funéraire : lorsqu’un Juif meurt, une veillée est organisée autour de son corps, et des Tehillim sont récités continuellement, à la lumière du soleil ou d’une bougie, jusqu’à l’enterrement afin d’élever son âme. Si, historiquement, cette veillée était organisée par des proches du défunt (selon des « tours » de garde), ce rôle est actuellement assuré par un membre de la Hevra kaddisha locale.
Beaucoup de Juifs parcourent le Livre des Psaumes en un mois, voire une semaine, et disent chaque semaine un Psaume lié aux évènements de la semaine ou à la section hebdomadaire de la Torah.
Il est d'usage selon la tradition juive, de lire des psaumes avant ou pendant un évènement particulier de la vie, comme le passage d'un examen, ou une opération chirurgicale. La lecture des psaumes est aussi conseillé pour une personne malade. Ainsi des chaines de lecture de psaumes sont souvent organisées dans les communautés pour souhaiter la guérison, ou la réussite d'un membre de la communauté.
Les Hassidim (et les Loubavitch en particulier) lisent le Livre dans son entièreté avant l’office du matin, lors du Shabbat précédant l’apparition calculée de la nouvelle lune.
Les 116 citations directes tirées du Livre des Psaumes dans le Nouveau Testament permettent de présumer qu’elles étaient familières à la communauté judéenne du temps de Jésus.

## Psaumes dans le culte chrétien
Le livre des Psaumes, selon l’Évangile de Luc et les épîtres de Paul, est interprété par les chrétiens comme une prophétie des mystères du Christ. Cela a eu des conséquences importantes sur l’exégèse des Pères de l'Église, la théologie et la liturgie de toutes les églises chrétiennes. Le monachisme a fait par exemple de la récitation incessante des Psaumes la matière première de la prière continuelle et de la liturgie des Heures. Les Pères de l’Église ont poursuivi cette démarche car depuis le IVe siècle, le Livre des Psaumes est devenu le fondement de la liturgie chrétienne.
Le clergé et les chrétiens vont continuer cette pratique dans les siècles suivants. Quoique le psautier des Septante comporte 151 psaumes, l’usage chrétien n’en reconnaît que 150 (le psaume 151 n’étant jamais lu à l’église ni en Orient, ni en Occident).
Pour la Résurrection du Christ (le Seigneur « se lève »), on utilise les psaumes 8, 15, 29, 64, 75, 109, 114, 117.
Dans une catéchèse de 2020, le pape François reprend l'analyse juive des Téhilim selon laquelle « les psaumes sont la parole de Dieu que nous, les humains, nous utilisons pour parler avec Lui » et invite « à lire et à prier les psaumes, assurés que Dieu nous écoute et qu’il n’abandonne jamais ceux qui mettent leur confiance en lui ».

### Liturgies occidentales de rite latin
Depuis ses origines, le corpus des chants de la liturgie romaine (antiphonaire de la messe et de l’office) est tissé d’emprunts faits majoritairement aux Psaumes. Jusqu’à la réforme de Vatican II, les Psaumes, récités comme tels, constituaient l’essentiel de la liturgie des Heures (ou bréviaire dans le langage populaire), le Psautier étant chanté intégralement chaque semaine par les moines et les clercs, réguliers et séculiers.
Aujourd’hui, le Psautier est réparti (avec plusieurs omissions de psaumes imprécatoires (en)) sur quatre semaines dans l’office romain, sur une ou deux semaines dans l’office monastique. Il a perdu son statut dominant dans la liturgie des heures de l’office romain. Les prêtres, les diacres, les religieux et religieuses célèbrent tous les jours la liturgie des Heures, à l’aide de livres fondés notamment sur les psaumes : les bréviaires. À la messe, depuis le Concile Vatican II, un psaume est lu ou chanté à chaque messe. 80 psaumes sont proposés en trois ans aux fidèles chaque dimanche.

### Culte protestant
Si la Réforme luthérienne a développé très tôt d'autres chants pour le culte (chorals), le calvinisme s'est limité au chant à l'unisson des Psaumes dans les langues nationales (cf. en français le Psautier de Genève, p.ex.). La louange qui ouvre le culte hebdomadaire, et qui peut être constituée d'un psaume ou d'extraits de psaumes, est généralement accompagnée du chant d'un psaume, souvent sur les mélodies du XVIe siècle. On peut naturellement les chanter à d'autres moments du culte. Par ailleurs, le Livre des Psaumes étant un livre biblique, la prédication (ou sermon) peut naturellement porter sur un extrait de ce livre, comme de tout autre livre biblique.
Pour le culte personnel ou familial, il existe de nombreuses listes de lectures bibliques, dont la plupart comporte la lecture d'un psaume par jour en sus d'un autre texte.

### Liturgies orientales
Comme pour les autres livres de la Bible, les Églises orientales utilisent la version grecque des Septante, ou du moins des traductions faites sur ce texte. La numérotation suivie dans cette section correspond donc à celle des Septante, et non du texte massorétique. Dans la plupart des rites orientaux, l’organisation et la structure de la psalmodie présentent de nombreuses variations. Les psaumes ont souvent été remplacée par des hymnes et prières de type ecclésiastiques ; pour une histoire de l’office et de son organisation, surtout dans les Églises orientales, cf. R. Taft, The Liturgy of the Hours in East and West, Collegeville, 1993.

#### Rite byzantin
Actuellement, durant Matines et Vêpres de l’office monastique, le psautier est lu entièrement au cours de la semaine (et deux fois par semaine durant le Grand carême), mais cette partie de l’office est souvent omise dans la pratique paroissiale. Il est divisé en vingt sections (cathismes) elles-mêmes divisées en trois stichologies ou stances. Le terme « cathisme » (du grec « assis »), désigne les parties de l’office durant lesquelles on peut s’asseoir (puisque d’une manière générale, la prière se fait debout dans l’Église orthodoxe).
| - Cathisme 1 : Ps 1 - 8 - Cathisme 2 : Ps 9 - 16 - Cathisme 3 : Ps 17 - 23 - Cathisme 4 : Ps 24 - 31 - Cathisme 5 : Ps 32 - 36 - Cathisme 6 : Ps 37 - 45 - Cathisme 7 : Ps 46 - 54 |  | - Cathisme 8 : Ps 55 - 63 - Cathisme 9 : Ps 64 - 69 - Cathisme 10 : Ps 70 - 76 - Cathisme 11 : Ps 77 - 84 - Cathisme 12 : Ps 85 - 90 - Cathisme 13 : Ps 91 - 100 - Cathisme 14 : Ps 101 - 104 |  | - Cathisme 15: Ps 105 - 108 - Cathisme 16 : Ps 109 - 117 - Cathisme 17 : Ps 118 - Cathisme 18 : Ps 119 - 133 - Cathisme 19 : Ps 134 - 142 - Cathisme 20 : Ps 143 - 150 |

Sources
- L’orthodoxie, l’Église des 7 conciles, K. Ware, le Cerf/le Sel de la terre éd.
- Les Psaumes, prières de l’Église ; le psautier des Septante, P. Placide Deseille, éd. Tinos (Athènes)

## Psaumes dans le Coran

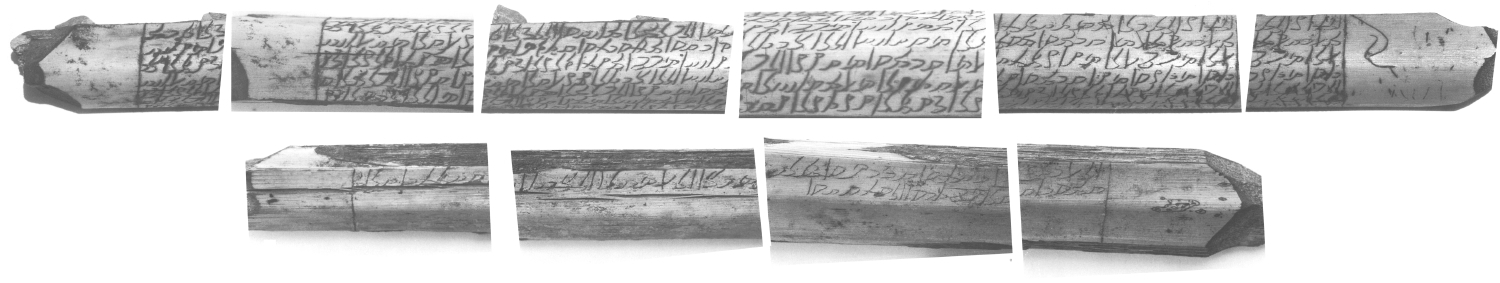
Inscriptions sur bois du Zabur, Yémen.

Dans le Coran, le Livre des Psaumes est appelé le Zabur. Selon la tradition musulmane, il fait partie des livres révélés par Allah avant le Coran, comme la Tawrat (Torah) et l'Injil (les Évangiles).
Le Coran cite 3 fois le Zabur, confié à David :

« Nous t’avons fait une révélation comme Nous fîmes à Noé et aux prophètes après lui. Et Nous avons fait révélation à Abraham, à Ismaël, à Isaac, à Jacob, aux Tribus, à Jésus, à Job, à Jonas, à Aaron et à Salomon, et Nous avons donné le zabur à David »

— Le Coran, « Les Femmes », IV, 163, (ar) النساء.

« Et ton Seigneur est plus Connaisseur de ceux qui sont dans les cieux et sur la terre. Et parmi les prophètes, Nous avons donné à certains plus de faveurs qu’à d’autres. Et à David nous avons donné le « zabur »

— Le Coran, « Le Voyage nocturne », XVII, 55, (ar) الإسراء.

« Et Nous avons certes écrit dans le zabur, après l’avoir mentionné (dans le Livre céleste), que la terre sera héritée par Mes bons serviteurs »

— Le Coran, « Les Prophètes », XXI, 105, (ar) الأنبياء.
Dans la Sourate 14, il est fait référence au premier psaume tel qu’on le trouve aujourd’hui.

« Et on fera entrer ceux qui croient et font de bonnes œuvres, dans les jardins sous lesquels coulent les ruisseaux, pour y demeurer éternellement, par permission de leur Seigneur. Et là, leur salutation sera : « Salam » (Paix) (23) N’as-tu pas vu comment Allah propose en parabole une bonne parole pareille à un bel arbre dont la racine est ferme et la ramure s’élançant dans le ciel ? (24) Il donne à tout instant ses fruits, par la grâce de son Seigneur. Allah propose ses paraboles à l’intention des gens afin qu’ils s’exhortent (25) Et une mauvaise parole est pareille à un mauvais arbre, déraciné de la surface de la terre et qui n’a point de stabilité (26) Allah affermit les croyants par une parole ferme, dans la vie présente et dans l’au-delà. Tandis qu’Il égare les injustes Et Allah fait ce qu’Il veut (27) »

— Le Coran, « Abraham, la paix soit avec lui », XIV, 23-27, (ar) إبراهيم.

## Mises en musique
De nombreux psaumes ont été mis en musique, en latin ou dans d'autres langues.

### Noms des psaumes dans la musique religieuse chrétienne
De nombreuses œuvres, parfois très connues, sont désignées par l'incipit du psaume qu'elles mettent en musique. On peut citer les exemples suivants :

#### Latin
- Beatus vir : psaume 1,
- Omnes gentes : psaume 46,
- Miserere : psaume 50,
- Qui habitat : psaume 90,
- Cantate Domino : Psaume 97,
- Dixit Dominus : psaume 109,
- Laudate Dominum : psaume 116,
- Nisi Dominus : Psaume 126,
- Super flumina babylonis : psaume 136.

#### Français
Les psaumes ont été traduits dans les premières bibles en français, et dans le Psautier de Genève, dès le XVIe siècle, à la suite de la Réforme protestante, mis en musique par de nombreux musiciens. Il existe aussi des paraphrases catholiques en vers français, par exemple par Antoine Godeau, évêque de Grasse et de Vence au XVIIe siècle, elles aussi mises en musique.

#### Allemand
- Singet dem Herrn ein neues Lied : psaume 97
- Lobt den Herrn alle Heiden : psaume 116

### Quelques compositions musicales
- Miserere (Rome, 1638) par Gregorio Allegri
- Vespro della Beata Vergine (Venise, 1610) par Monteverdi
- Psaume XLVII de Florent Schmitt (1904)
- Psaume LXXX d’Albert Roussel (1928)
- Psalmus Hungaricus (1923) de Zoltán Kodály
- Symphonie de Psaumes d’Igor Stravinsky (1930)
- Old 100th (en)
- Chichester Psalms (1965) par Leonard Bernstein
- Tehillim (1981) par Steve Reich
- "40" par U2 de l'album "War" (1983). Chanson inspirée du psaume 40.
- « Poème en or » est un morceau de l'album Good (2017) de Rodolphe Burger dont le texte du morceau se compose de multiples fragments de la traduction des Psaumes de d'Olivier Cadiot paru dans la Bible de Bayard.